# Stefan Knežević
Stefan Knežević (Lucerna, 30 ottobre 1996) è un calciatore svizzero, difensore del Lucerna.

## Caratteristiche tecniche
È un difensore centrale.

## Carriera

### Club
Ha giocato nella prima divisione svizzera ed in quella belga.

### Nazionale
Ha giocato nella nazionale svizzera Under-21.

## Palmarès

### Club

#### Competizioni nazionali
- Coppa Svizzera: 1

Lucerna: 2020-2021